# Lista de prêmios e indicações recebidos por Call of Duty: Black Ops
Esta é uma lista de prêmios e indicações recebidos por Call of Duty: Black Ops, um jogo eletrônico de tiro em primeira pessoa desenvolvido pela Treyarch, publicado pela Activision. Situado na década de 1960 durante a Guerra Fria, a campanha do jogo segue o agente da CIA Alex Mason enquanto ele tenta recuperar certas memórias em combate para localizar uma estação de números. Esta estação deve transmitir transmissões para agentes adormecidos que são obrigados a usar armas químicas nos Estados Unidos. Mason e o agente da CIA Jason Hudson são os principais personagens jogáveis do jogo, assim como o soldado do Exército Vermelho Viktor Reznov em uma missão. O componente multijogador de Black Ops apresenta vários modos de jogo baseados em objetivos que são jogáveis em 14 mapas diferentes incluídos no jogo. O desenvolvimento do título começou em 2009 e em 30 de abril de 2010 ele foi oficialmente anunciado.  
Lançado em 9 de novembro de 2010, Call of Duty: Black Ops recebeu análises "geralmente favoráveis" dos críticos, de acordo com o agregador de resenhas Metacritic; foi o trigésimo nono jogo de maior pontuação do Metacritic em 2010. Dentro de 24 horas após seu lançamento, o jogo havia vendido mais de 5,6 milhões de cópias, dos quais 4,2 milhões foram nos Estados Unidos e 1,4 milhão no Reino Unido, quebrando o recorde estabelecido por seu antecessor, Call of Duty: Modern Warfare 2 por cerca de 2,3 milhões de cópias. Após seis semanas de lançamento, a Activision informou que Black Ops havia ultrapassado 1 bilhão de dólares em vendas. Em 3 de agosto de 2011, o jogo havia vendido mais de 25 milhões de cópias em todo o mundo, tornando-o um dos jogos mais vendidos de todos os tempos.
Black Ops foi amplamente premiado mundialmente, com honrarias especiais principalmente para sua história, performances, visual e modos multijogador, embora alguns o criticassem por sua falta de inovação e problemas técnicos de lançamento. No Spike Video Game Awards 2010, o jogo recebeu nove indicações, incluindo "Jogo do Ano", e venceu nas categorias de "Melhor Jogo de Tiro" e "Personagem do Ano" para James C. Burns como Frank Woods. Durante o 14º Interactive Achievement Awards realizado pela Academia de Artes e Ciências Interativas (AIAS), o jogo foi indicado em cinco categorias, incluindo "Jogo do Ano". Black Ops também recebeu indicações ao prêmio de "Jogo do Ano" durante o Golden Joystick Awards e Inside Gaming Awards, vencendo nas categorias "Melhor Precisão" e "Melhor Multiplayer" neste último. A Sociedade Internacional 3D premiou o jogo com a categoria de "Excelência em Jogo 3D" durante o 3D Creative Awards e a Academia Britânica de Artes do Cinema e Televisão (BAFTA) entregou o prêmio de "Melhor Jogo" votado pelo público durante a 7º edição do British Academy Games Awards. O jogo também recebeu duas indicações no Game Developers Choice Awards, incluindo Jogo do Ano.
Além das premiações, Call of Duty: Black Ops também recebeu honrarias de publicações de jogos eletrônicos. O 1UP.com indicou o título na categoria de "Jogo do Ano" e o publicou o elegeu "Melhor Jogo de Tiro", "Melhor Multiplayer" e "Jogo do Ano". Em várias listas de Top 10 Melhores Jogos de 2010, o jogo configurou em várias posições de "Jogo do Ano". O Computer and Video Games nomeou o jogo como terceiro lugar e o Digital Spy nomeou o jogo no quinto lugar. Durante as escolhas de Leitores e Staff do Game Informer em 2010, o jogo foi nomeado "Melhor Jogo de Tiro" pelo público. A GameSpy fez menção honrosa ao jogo na categoria de "Melhor Jogo de Tiro". A Good Game indicou o jogo na categoria "Jogo do Ano" na sua premiação por voto popular realizada em 2010. Black Ops também figurou o segundo lugar na lista de 10 Melhores Jogos de 2010 realizado pela VentureBeat. A IGN nomeou o jogo nas categorias "Melhor Multiplayer Competitivo" e "Melhor Uso de Zumbis" no seu Best of 2010 Awards.

## Prêmios e indicações de premiações
| Premiação                       | Data                    | Categoria                                     | Destinatário(s)                                 | Resultado | Ref(s).       |
| ------------------------------- | ----------------------- | --------------------------------------------- | ----------------------------------------------- | --------- | ------------- |
| 3D Creative Arts Awards         | 9 de fevereiro de 2011  | Melhor Jogo 3D                                | Call of Duty: Black Ops                         | Venceu    | [ 1 ]         |
| British Academy Games Awards    | 16 de março de 2011     | Melhor Uso de Áudio                           | Brian Tuey, Chris Cowell                        | Indicados | [ 2 ]         |
| British Academy Games Awards    | 16 de março de 2011     | Melhor Jogo de Ação                           | Dave Anthony, Corky Lehmkuhl, Jason Blundell    | Indicados | [ 2 ]         |
| British Academy Games Awards    | 16 de março de 2011     | Conquista Artística                           | Colin Whitney, Brian Anderson, Dominique Drozdz | Indicados | [ 2 ]         |
| British Academy Games Awards    | 16 de março de 2011     | Melhor Multiplayer                            | Daniel Bunting                                  | Indicado  | [ 2 ]         |
| British Academy Games Awards    | 16 de março de 2011     | Melhor História                               | Dave Anthony, Craig Houston                     | Indicados | [ 2 ]         |
| British Academy Games Awards    | 16 de março de 2011     | Melhor Jogo (Escolha do Público)              | Call of Duty: Black Ops                         | Venceu    | [ 2 ]         |
| British Academy Games Awards    | 16 de março de 2011     | Inovação Técnica                              | Adam Rosas, Dominique Drozdz                    | Indicados | [ 2 ]         |
| Game Audio Network Guild Awards | 3 de março de 2011      | Melhor Uso de Multi-Canal Surround em um Jogo | Call of Duty: Black Ops                         | Indicado  | [ 3 ]         |
| Game Critics Awards             | 6 de julho de 2010      | Melhor Jogo de Ação                           | Call of Duty: Black Ops                         | Indicado  | [ 4 ]         |
| Game Developers Choice Awards   | 2 de março de 2011      | Jogo do Ano                                   | Call of Duty: Black Ops                         | Indicado  | [ 5 ]         |
| Game Developers Choice Awards   | 2 de março de 2011      | Melhores Artes Visuais                        | Call of Duty: Black Ops                         | Indicado  | [ 5 ]         |
| Golden Joystick Awards          | 21 de outubro de 2011   | Jogo do Ano                                   | Call of Duty: Black Ops                         | 3º lugar  | [ 6 ]         |
| Golden Joystick Awards          | 21 de outubro de 2011   | Melhor Jogo de Tiro                           | Call of Duty: Black Ops                         | Venceu    | [ 6 ]         |
| Inside Gaming Awards            | 10 de dezembro de 2010  | Jogo do Ano                                   | Call of Duty: Black Ops                         | Indicado  | [ 7 ] [ 8 ]   |
| Inside Gaming Awards            | 10 de dezembro de 2010  | Melhor Multiplayer                            | Call of Duty: Black Ops                         | Venceu    | [ 7 ] [ 8 ]   |
| Inside Gaming Awards            | 10 de dezembro de 2010  | Melhor Narrativa                              | Call of Duty: Black Ops                         | Indicado  | [ 7 ] [ 8 ]   |
| Inside Gaming Awards            | 10 de dezembro de 2010  | Melhor Animação                               | Call of Duty: Black Ops                         | Indicado  | [ 7 ] [ 8 ]   |
| Inside Gaming Awards            | 10 de dezembro de 2010  | Melhor Precisão                               | Call of Duty: Black Ops                         | Venceu    | [ 7 ] [ 8 ]   |
| Inside Gaming Awards            | 10 de dezembro de 2010  | Melhor Inovação em Design                     | Call of Duty: Black Ops                         | Indicado  | [ 7 ] [ 8 ]   |
| Interactive Achievement Awards  | 10 de fevereiro de 2011 | Jogo do Ano                                   | Call of Duty: Black Ops                         | Indicado  | [ 9 ]         |
| Interactive Achievement Awards  | 10 de fevereiro de 2011 | Jogo de Ação do Ano                           | Call of Duty: Black Ops                         | Indicado  | [ 9 ]         |
| Interactive Achievement Awards  | 10 de fevereiro de 2011 | Excelência em Animação                        | Call of Duty: Black Ops                         | Indicado  | [ 9 ]         |
| Interactive Achievement Awards  | 10 de fevereiro de 2011 | Excelência em Jogabilidade Online             | Call of Duty: Black Ops                         | Indicado  | [ 9 ]         |
| Interactive Achievement Awards  | 10 de fevereiro de 2011 | Excelência em Engenharia Visual               | Call of Duty: Black Ops                         | Indicado  | [ 9 ]         |
| NAVGTR Awards                   | 25 de fevereiro de 2011 | Direção de Arte Contemporânea                 | Call of Duty: Black Ops                         | Indicado  | [ 10 ]        |
| NAVGTR Awards                   | 25 de fevereiro de 2011 | Gráficos/Setor Técnico                        | Call of Duty: Black Ops                         | Indicado  | [ 10 ]        |
| NAVGTR Awards                   | 25 de fevereiro de 2011 | Performance Principal em um Drama             | Gary Oldman como Viktor Reznov                  | Indicado  | [ 10 ]        |
| NAVGTR Awards                   | 25 de fevereiro de 2011 | Coleção Sonora                                | Call of Duty: Black Ops                         | Indicado  | [ 10 ]        |
| NAVGTR Awards                   | 25 de fevereiro de 2011 | Edição Sonora em um Cinema de Jogo            | Call of Duty: Black Ops                         | Indicado  | [ 10 ]        |
| NAVGTR Awards                   | 25 de fevereiro de 2011 | Efeitos Sonoros                               | Call of Duty: Black Ops                         | Venceu    | [ 10 ]        |
| NAVGTR Awards                   | 25 de fevereiro de 2011 | Uso de Som                                    | Call of Duty: Black Ops                         | Indicado  | [ 10 ]        |
| Spike Video Game Awards         | 11 de dezembro de 2010  | Jogo do Ano                                   | Call of Duty: Black Ops                         | Indicado  | [ 11 ]        |
| Spike Video Game Awards         | 11 de dezembro de 2010  | Melhor Jogo de Tiro                           | Call of Duty: Black Ops                         | Venceu    | [ 11 ]        |
| Spike Video Game Awards         | 11 de dezembro de 2010  | Melhor Multiplayer                            | Call of Duty: Black Ops                         | Indicado  | [ 11 ]        |
| Spike Video Game Awards         | 11 de dezembro de 2010  | Melhor Música para um Jogo                    | "Won't Back Down" por Eminem                    | Indicado  | [ 11 ]        |
| Spike Video Game Awards         | 11 de dezembro de 2010  | Melhor Performance por um Humano Masculino    | Gary Oldman como Viktor Reznov                  | Indicado  | [ 11 ]        |
| Spike Video Game Awards         | 11 de dezembro de 2010  | Melhor Performance por um Humano Masculino    | Sam Worthington como Alex Mason                 | Indicado  | [ 11 ]        |
| Spike Video Game Awards         | 11 de dezembro de 2010  | Melhor Performance por uma Humana Feminina    | Emmanuelle Chriqui como The Numbers Lady        | Indicado  | [ 11 ]        |
| Spike Video Game Awards         | 11 de dezembro de 2010  | Personagem do Ano                             | James C. Burns como Frank Woods                 | Venceu    | [ 11 ]        |
| X-Play Awards                   | 14 de dezembro de 2010  | Melhor Jogo Multijogador                      | Call of Duty: Black Ops                         | Indicado  | [ 12 ] [ 13 ] |
| X-Play Awards                   | 14 de dezembro de 2010  | Melhor Jogo de Tiro                           | Call of Duty: Black Ops                         | Venceu    | [ 12 ] [ 13 ] |
| X-Play Awards                   | 14 de dezembro de 2010  | Melhor Multijogador Cooperativo               | Call of Duty: Black Ops                         | Indicado  | [ 12 ] [ 13 ] |

## Honrarias de publicações
| Publicação               | País           | Honraria/Lista                                | Resultado | Ref(s).       |
| ------------------------ | -------------- | --------------------------------------------- | --------- | ------------- |
| 1Up.com                  | Estados Unidos | Jogo do Ano                                   | Indicado  | [ 14 ]        |
| 1Up.com                  | Estados Unidos | Escolha dos Leitores: Jogo do Ano             | Venceu    | [ 14 ]        |
| 1Up.com                  | Estados Unidos | Melhor Jogo Multiplayer                       | Indicado  | [ 14 ]        |
| 1Up.com                  | Estados Unidos | Escolha dos Leitores: Melhor Jogo Multiplayer | Venceu    | [ 14 ]        |
| 1Up.com                  | Estados Unidos | Melhor Jogo de Tiro                           | Indicado  | [ 14 ]        |
| 1Up.com                  | Estados Unidos | Escolha dos Leitores: Melhor Jogo de Tiro     | Venceu    | [ 14 ]        |
| Computer and Video Games | Reino Unido    | 10 Melhores Jogos de 2010                     | 3º lugar  | [ 15 ]        |
| Digital Spy              | Reino Unido    | 10 Melhores Jogos de 2010                     | 5º lugar  | [ 16 ]        |
| Game Informer            | Estados Unidos | Jogo do Ano                                   | Indicado  | [ 17 ]        |
| Game Informer            | Estados Unidos | Melhor Jogo de Tiro                           | Indicado  | [ 17 ]        |
| Game Informer            | Estados Unidos | Escolha dos Leitores: Melhor Jogo de Tiro     | Venceu    | [ 17 ]        |
| GameSpot                 | Estados Unidos | Melhor Multiplayer Competitivo                | Indicado  | [ 18 ]        |
| GameSpot                 | Estados Unidos | Melhor Jogo de Tiro                           | Indicado  | [ 18 ]        |
| GameSpot                 | Estados Unidos | Melhor Jogo para Wii                          | Indicado  | [ 18 ]        |
| Good Game                | Austrália      | Jogo do Ano                                   | Indicado  | [ 19 ]        |
| IGN                      | Estados Unidos | Melhor Multijogador Competitivo               | Indicado  | [ 20 ] [ 21 ] |
| IGN                      | Estados Unidos | Melhor Uso de Zumbis                          | Indicado  | [ 20 ] [ 21 ] |